# Бенгиги, Валери
Валери́ Бенгиги́ (фр. Valérie Benguigui; 6 ноября 1965, Париж — 2 сентября 2013, там же) — французская актриса, театральный режиссёр и певица. За свою 27-летнюю карьеру, длившуюся в 1986—2013 годах, она сыграла более чем в 40 фильмах и телесериалах, а в 2013 году получила премию «Сезар» в номинации «Лучшая актриса второго плана» за роль Элизабет Ларше из фильма «Имя» (2012).

## Биография
Валери Бенгиги родилась 6 ноября 1965 года в Париже (Франция).
Валери была замужем за актёром и ресторанным менеджером Эриком Уолпером. У супругов было два сына — Цезарь Уолпер и Абрахам Уолпер.
47-летняя Валери скончалась 2 сентября 2013 года после продолжительной борьбы с раком молочной железы в Париже (Франция).

## Фильмография
1. 1997 — Рецепт от бедности / La Vérité si je mens
2. 1997 — Головой об стену / Droit dans le mur
3. 1999 — Мой папа, моя мама, мои братья и сестры / Mon père, ma mère, mes frères et mes soeurs
4. 2000 — Светские львы / Jet Set
5. 2001 — Хаос / Chaos — врач
6. 2001 — Королевы на один день / Reines d’un jour
7. 2001 — Грегуар Мулен против человечества / Grégoire Moulin contre l’humanité
8. 2003 — Смех и наказание / Rire et châtiment — Одри
9. 2004 — Роль её жизни / Rôle de sa vie, Le
10. 2005 — Просто друзья / Je préfère qu’on reste amis
11. 2005 — Кавалькада / Cavalcade
12. 2006 — Как ты прекрасен! / Comme t’y es belle!
13. 2006 — Как говорит Шарли / Selon Charlie
14. 2007 — Жизнь артиста / La Vie d’artiste
15. 2007 — Две жизни плюс ещё одна / Deux vies… plus une
16. 2007 — Ненавижу чужих детей / Je déteste les enfants des autres
17. 2007 — Настоящие выходные / Pur week-end
18. 2009 — Джек и Джил: Любовь на чемоданах / Jusqu'à toi — Мириам
19. 2011 — Итальянец / L’Italien — Элен
20. 2011 — Сто миллионов евро / Tuche, Les
21. 2012 — Имя / Le prénom — Элизабет Ларше («Бабу»), учитель французского языка в колледже